# اقتصاد الخدمات

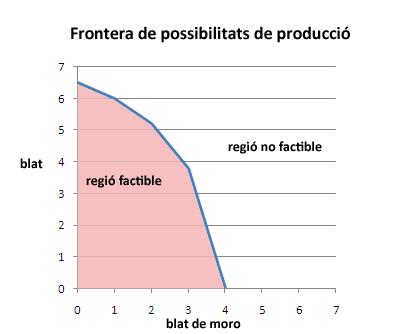

اقتصاد الخدمات هو الاقتصاد الذي يعطي قيمة أكبر لتقديم والحصول على الخدمات والفائدة الاقتصادية والنمو بالمقارنة مع قيمة اقتناء واستهلاك المنتجات والمواد. هذا التحول من اقتصاد منتجات إلى اقتصاد خدمات يمكن أن يضع مزيداً من التركيز على العلاقات ويمكن أن يعزز إنتاجية الموارد.
يعتبر اقتصاد الخدمات أحد قطاعات علم الاقتصاد التي تعتمدُ على فكرةِ توفير الخدمات العامّة للأفراد، مقابل الحصولِ على عوائد ماليّة محدّدة تساهم في دعمِ الاقتصاد المحلي، وأيضاً يُعرَفُ اقتصاد الخدمات بأنّه القطاع الاقتصاديّ الذي يحرص على دعمِ الإنتاج ضمن قطاع الاقتصاد المحليّ للدُّولِ وخصوصاً النامية منها، ويُساهمُ في تحويل المُنتجات المطروحة إلى خدماتٍ تدعم الحاجات الأساسيّة للمواطنين، والسياح في دولةٍ ما، ويستفيدون من الخدمات المقدمة للجميع، مثل: خدمات السياحة والسفر، وخدمات الاتّصال بشبكةِ الهاتف والإنترنت، وغيرها من الخدمات الأخرى.
اقتصاد الخدمات مؤثر بصورة كبيرة على الاقتصاد العام، خصيصاُ على الناتج المحلي الإجمالي للدول، وتشكل الخدمات الاقتصادية المقدمة للسكان في أغلب الدول نسبة 50% من إجمالي الناتج المحلي، خصيصاُ في الدول النامية، والتي تعتمد على تقديم الخدمات كوسيلة لدعم اقتصادها، وكذلك اقتصاد الخدمات من أهم العناصر التي تُساهم في دعم النمو السكاني، وكلما زادت جودة الخدمات المقدمة للسكان زاد النمو السكاني.

## روابط خارجية
- EPA Product Stewardship Web site "highlights the latest developments in product stewardship, both in the United States and abroad."
- Coalition of Service Industries Web site "The leading trade association representing the U.S. service industry in international trade negotiations."
- The (new) service economy is not the same as the service sector, described at "Science of service systems, service sector, service economy" on the Coevolving Innovations web site
- An input-oriented approached based on Richard Florida's work at "Talent in the (new) service economy: creative class occupations?" on the Coevolving Innovations web site
- Service in Industry Hub a blog and aspiring digital magazine providing insight, analysis, comment and opinion and offering a platform for discussion and exchange on the topic of services in industrial and B2B markets.